# Jedinstvena Rusija
Jedinstvena Rusija (ruski: Еди́ная Росси́я) je ruska parlamentarna politička stranka desnog centra,  konzervativna i centristička. Sadašnji predsjednik stranke je Dmitrij Medvedev
Stranka je osnovana 1. prosinca 2001., ujedinjenjem stranaka Jedinstvo Sergeja Šojgua, Domovina Jurija Lužkova i Jevgenija Primakova, Cijela Rusija Mintimera Šajmijeva pod imenom Sveruska stranka „Jedinstvo i domovina - Jedinstvena Rusija“.

## Parlamentarni izbori
Na prvim parlamentarnim izborima na kojima stranka izlazi samostalno 2003. godine stranka pobjeđuje i osvaja 37,57% glasova. Na sljedećim izborima 2007. Jedinstvena Rusija osvaja čak 64,3% glasova, dok na posljednjim izborima osvaja 49,32% glasova, što joj donosi 238 od 450 mjesta u Dumi. Na parlamentarnim izborima 2016. godine, stranka osvaja 54,2% glasova, dok je stopa izlaznosti bila rekordno niskih 47,88%.

## Predsjednički izbori
Na predsjedničkim izborima 2004. godine stranka podupire Vladimira Putina koji pobjeđuje s 71,9% glasova. Na izborima 2008. stranački je kandidat Dmitrij Medvedev koji pobjeđuje sa 71,2% dok na posljednjim izborima 2012. godine Vladimir Putin osvaja 63,60% glasova i ponovo postaje ruski predsjednik.

## Kritike
Jedinstvena Rusija, odnosno članovi te stranke su u više navrata optuživani za korupciju, namiještanje izbora i mnoge druge protuzakonite radnje. Mnoge od tih uptužbi su potkrijepljene dokazima i u više navrata su izbili masovni prosvjedi, jednom čak i s preko 100.000 sudionika. Anti-korupcijski blogger i predsjednički kandidat Aleksej Navalni, razotkrivši korupcijske skandale na najvišim razinama vlasti, prozvao je Jedinstvenu Rusiju "Strankom varalica i lopova".  U 2013. godini, nezavisni ruski istraživački centar Levada je proveo istraživanje koje je pokazalo da polovica Rusa zaista smatra Jedinstvenu Rusiju "Strankom varalica i lopova".
Još veći skandal i prosvjedi protiv ruskog premijera Dimitrija Medvjedeva (člana Jedinstvene Rusije) su izbili 2017. godine kad je Aleksej Navalni objavio video "He is not Dimon to You" koji je sakupio preko 25 milijuna pregleda i u kojem otkriva tajnu višemilijunskog bogatstva ruskog premijera Medvjedeva te procjenjuje da je izravno uključen u pronevjeru 1,2 milijarde $.

## External links
- Službena stranica (rus.)